# Campospinoso Albaredo
Campospinoso Albaredo ist eine  italienische Gemeinde (comune) mit 1349 Einwohnern (Stand 31. Dezember 2023) in der Provinz Pavia in der Lombardei. Die Gemeinde hieß bis 2023 nur Campospinoso und nahm nach dem Gemeindezusammenschluss mit Albaredo Arnaboldi den Namen Campospinoso Albaredo an.

## Geographie
Gemeinde liegt etwa 13 Kilometer südsüdöstlich von Pavia in der Oltrepò Pavese.

## Verkehr
Durch die Gemeinde führt die frühere Strada Statale 617 Bronese (heute eine Provinzstraße) von Pavia nach Broni.

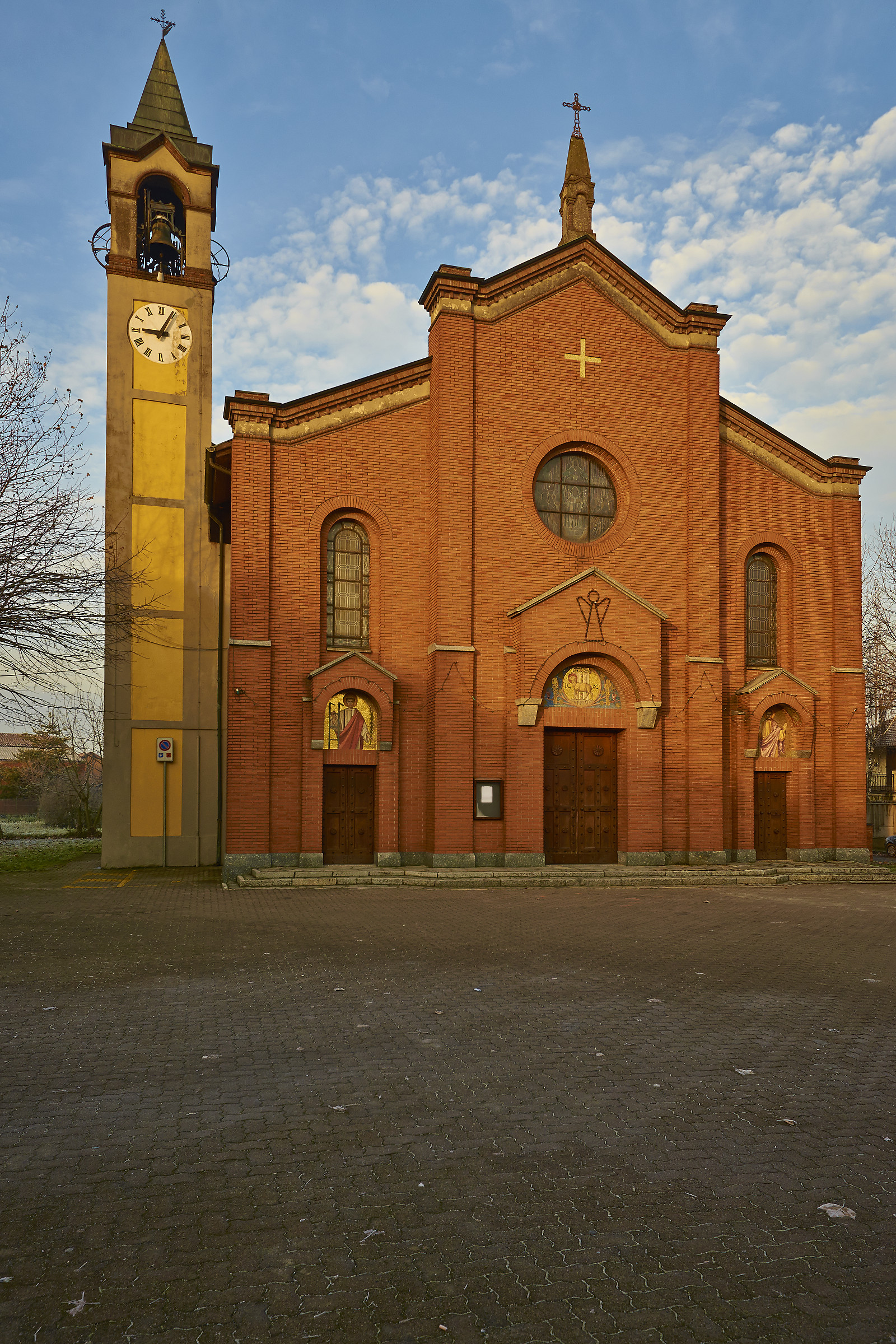
Kirche Santi Lorenzo e Giuseppe